# Джейкобсон, Питер Марк
Пи́тер Марк Дже́йкобсон (англ. Peter Marc Jacobson) — американский продюсер, сценарист, режиссёр и актёр.
Вместе с бывшей женой Фрэн Дрешер был создателем и сопродюсером телесериала «Няня». В 1999 году совершил каминг-аут и заявил всем, что является геем.

## Выборочная фильмография
- Няня (1993—1999)
- За что тебя люблю (2004—2006)
- Счастливо разведённые (2011-2013)